# 維爾科韋
維爾科韋（烏克蘭語：Вилкове，羅馬化：Vylkove，發音：[ˈwɪɫkowe]），又按俄語名譯為維爾科沃，是乌克兰西南部敖德薩州伊茲梅爾區維爾科韋市鎮内的城市及该市镇的行政中心，2020年7月18日前隸屬於基利亞區。該市位於多瑙河畔，距離州府敖德薩148公里，毗鄰與羅馬尼亞接壤的邊境，始建於1746年，面積4.6平方公里，海拔高度与海平面持平，2022年人口数量为7,712人。

## 图集

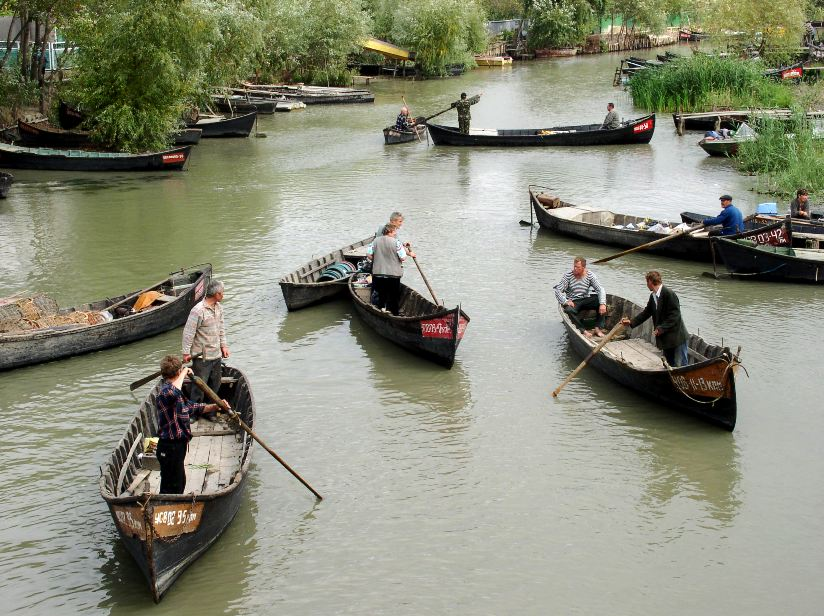
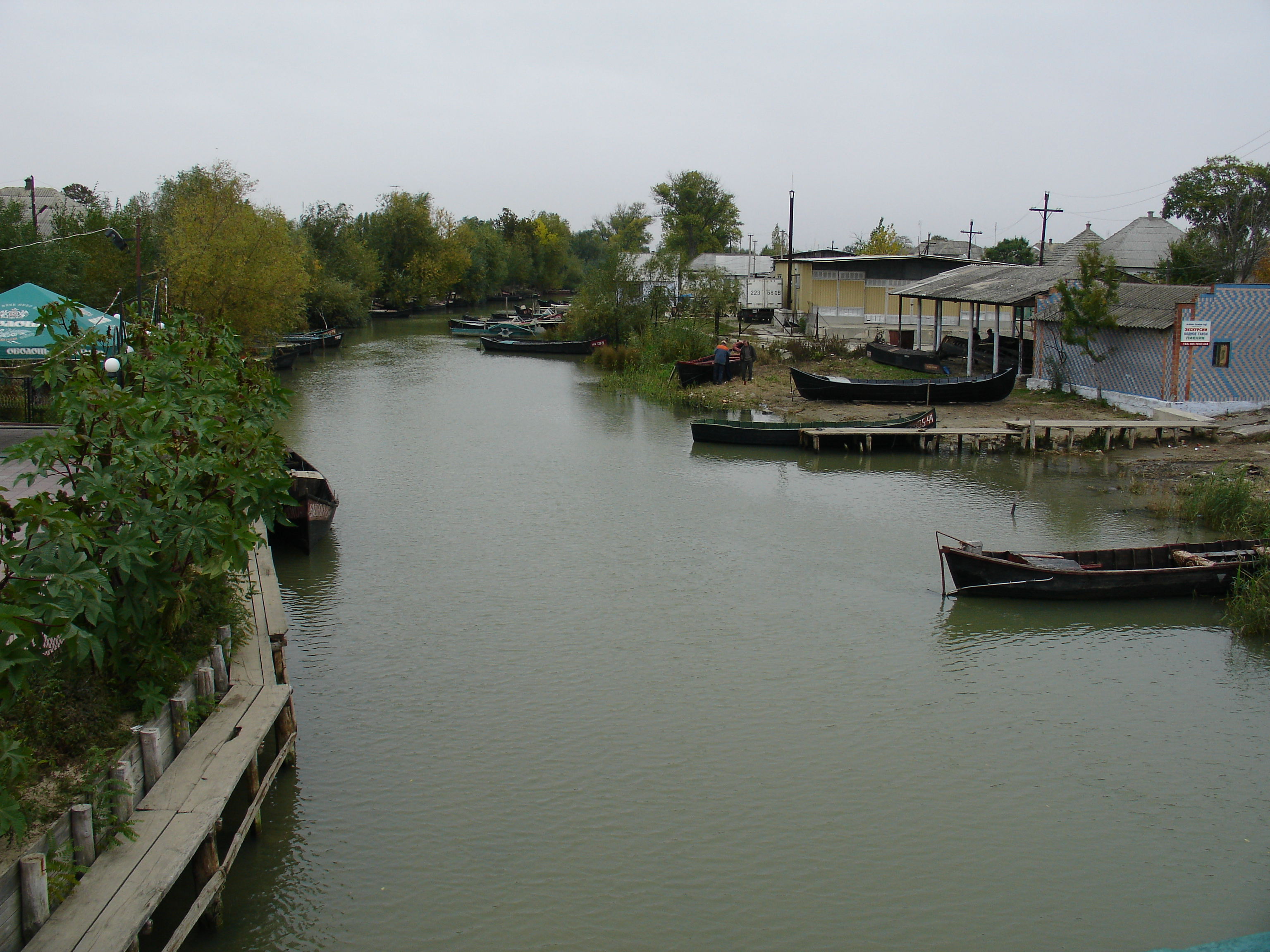
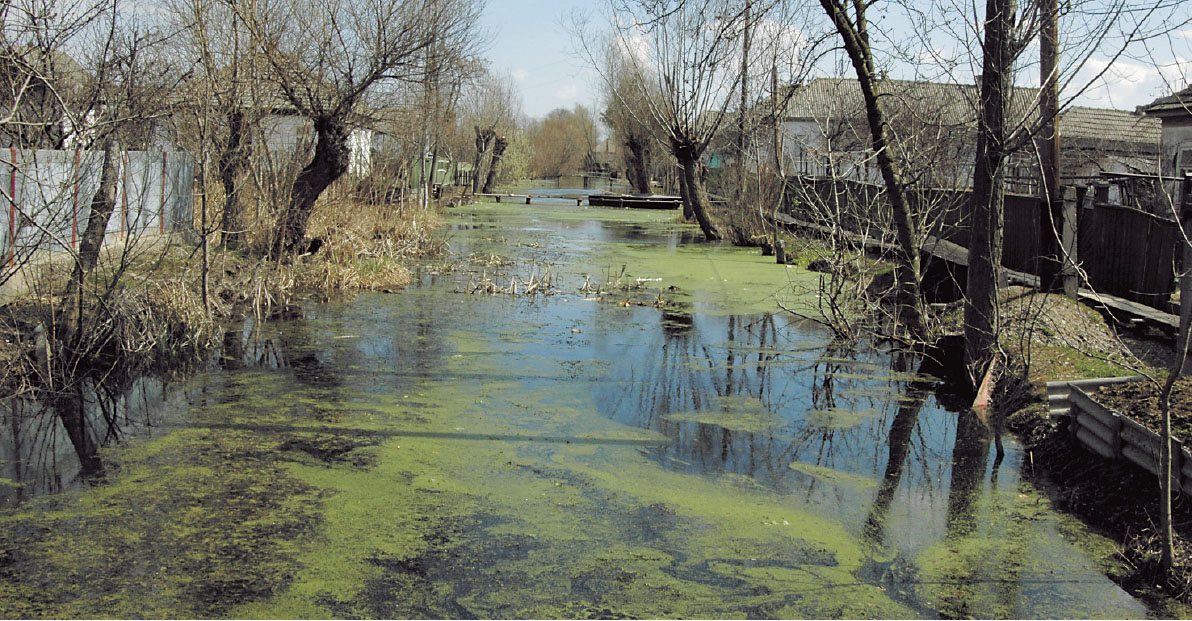
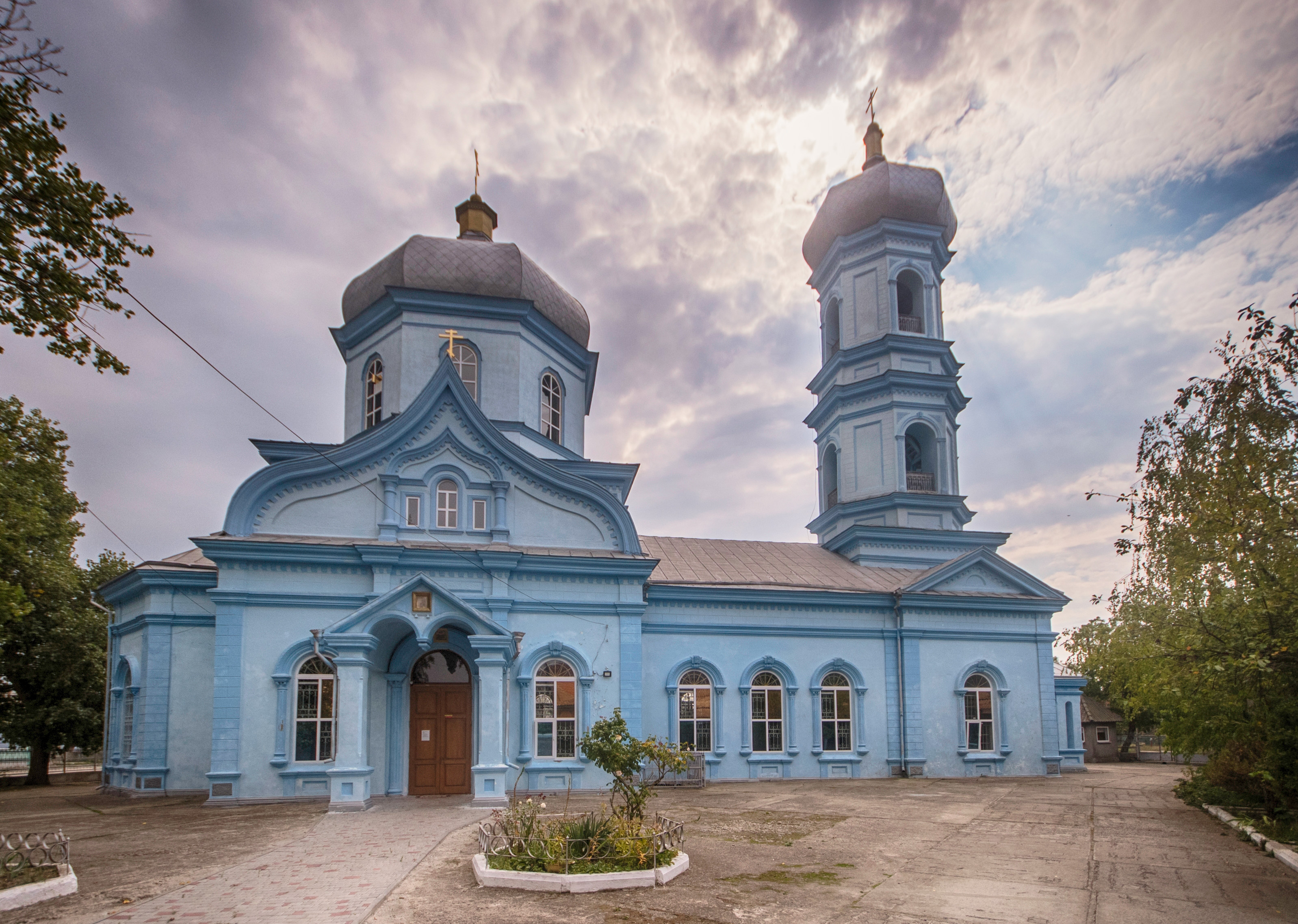
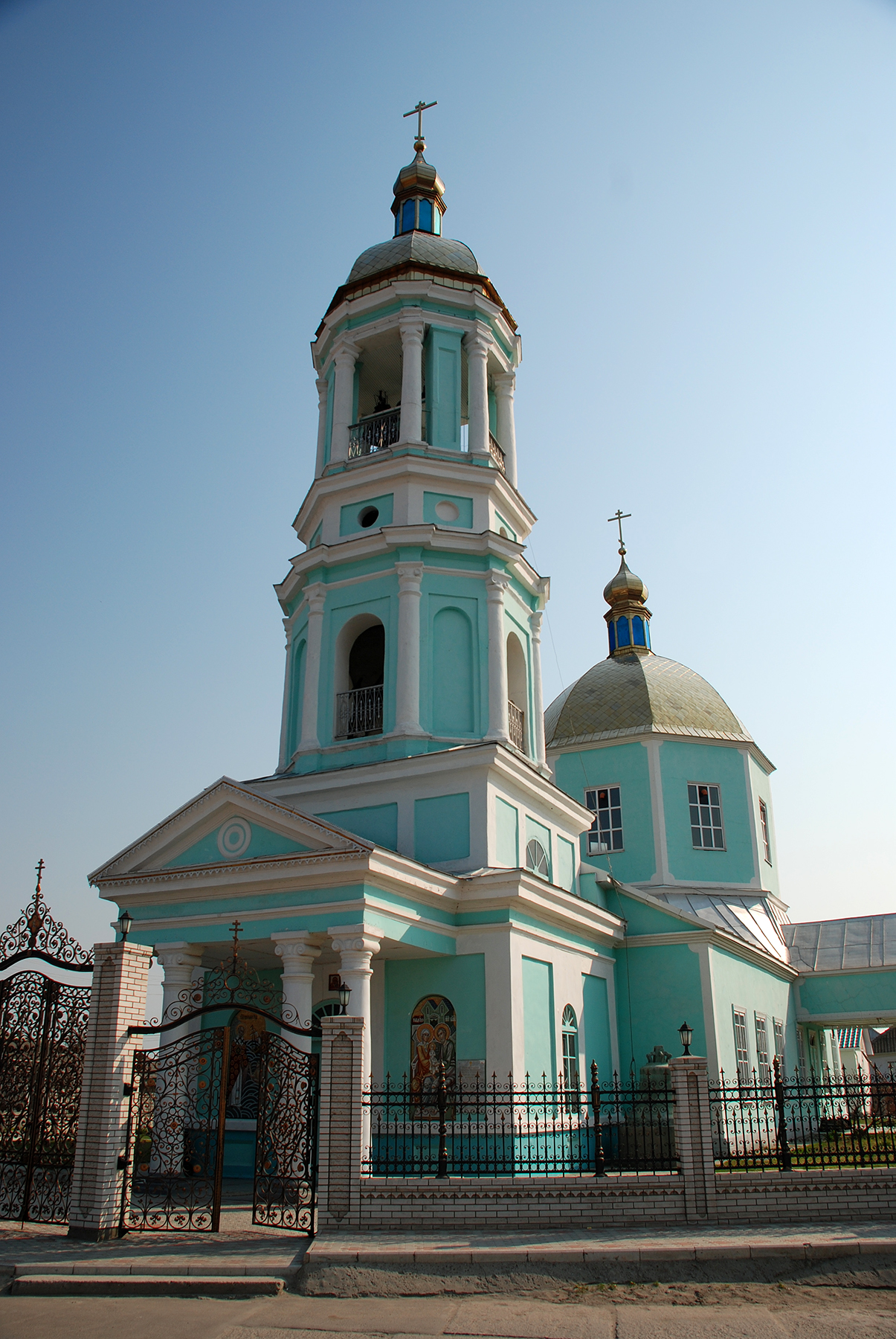
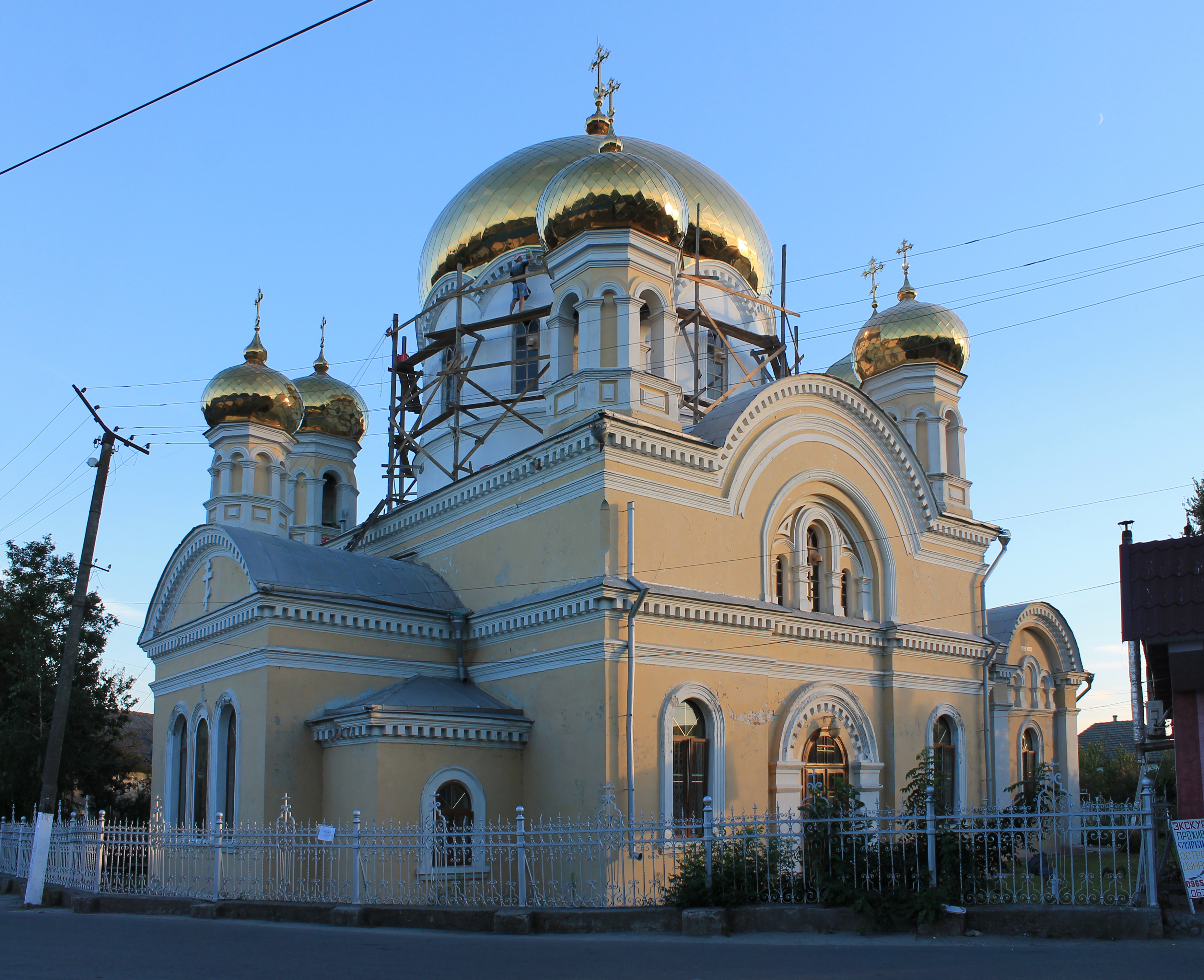
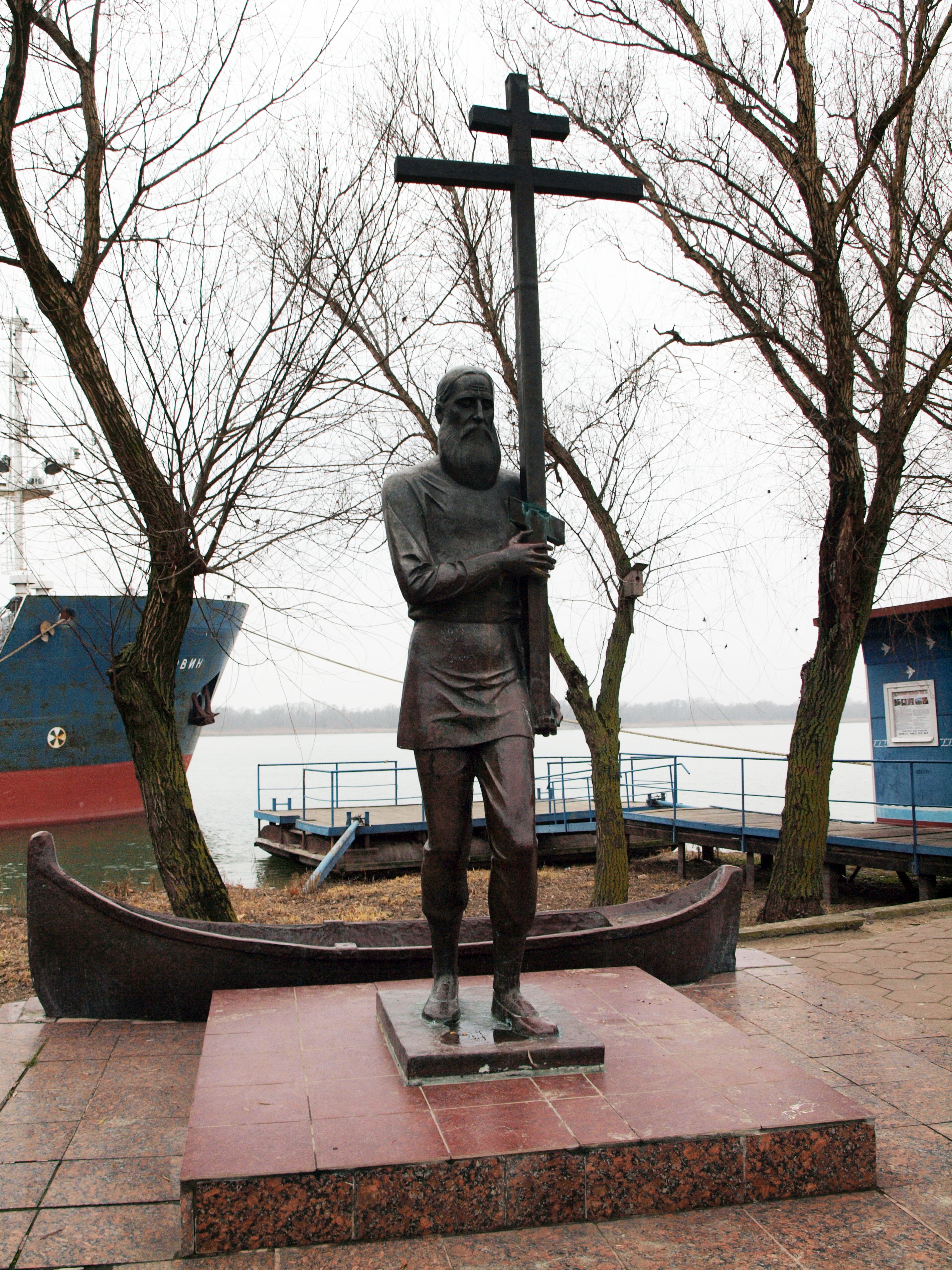
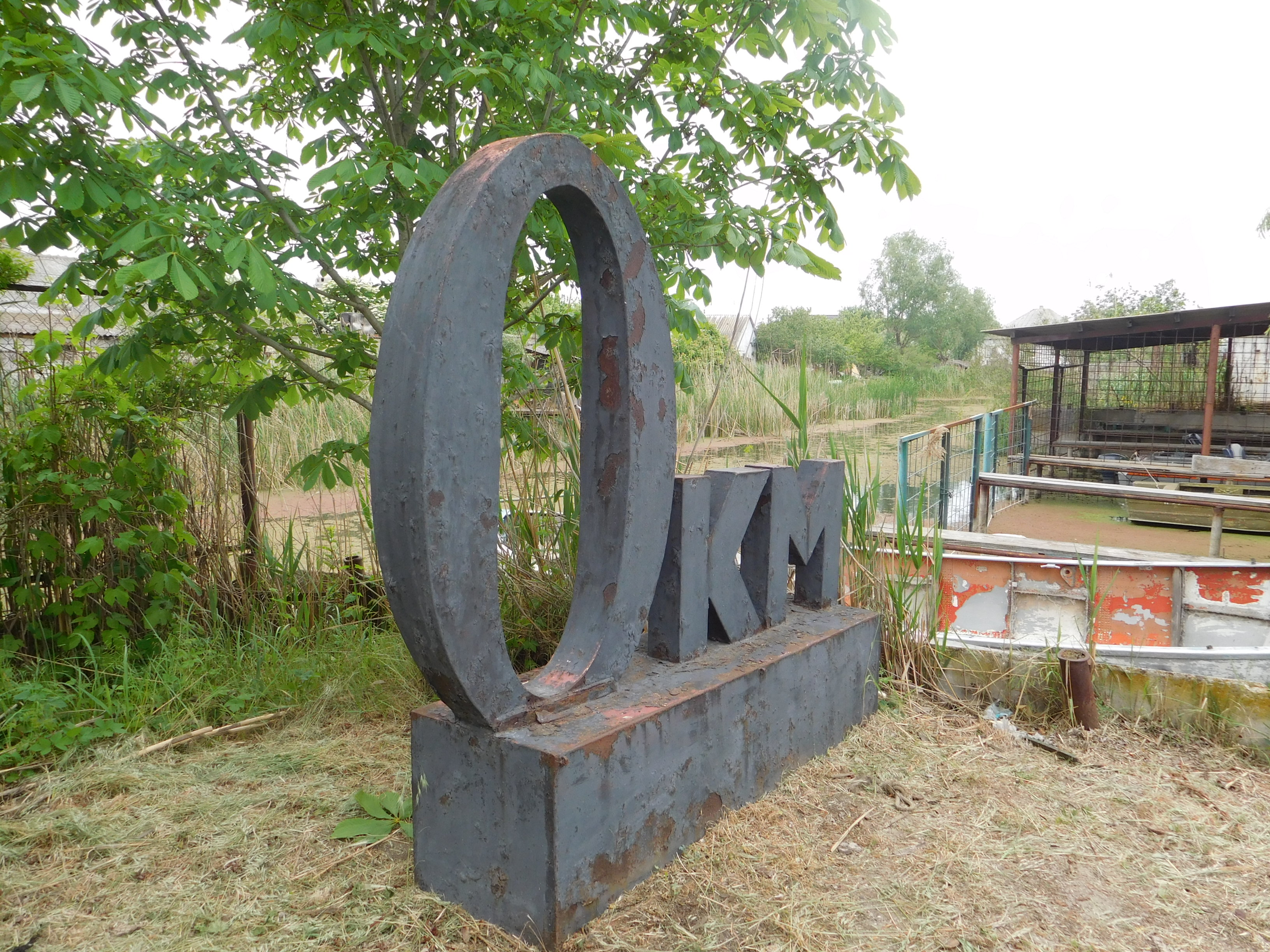

## 備注
1. ↑  俄语：，羅馬化：Vilkovo

## 來源
1. ↑  . 北京: 中国地图出版社. 2023. ISBN 9787520431699.
2. ↑   (PDF).   [2023-01-04]. （原始内容存档 (PDF)于2022-08-10）.